# Thézy-Glimont
Thézy-Glimont (picardisch: Tézin-Glimont) ist eine nordfranzösische Gemeinde mit 666 Einwohnern (Stand 1. Januar 2022) im Département Somme in der Region Hauts-de-France. Die Gemeinde liegt im Arrondissement Amiens, ist Mitglied des Gemeindeverbands Amiens Métropole und gehört zum Kanton Ailly-sur-Noye. Die Bewohner werden Thézy-Glimontois und Thézy-Glimontoises genannt.

## Geographie
Die Gemeinde liegt in der Picardie am rechten (nördlichen) Ufer der Avre unterhalb der Mündung der Luce und ist durch eine Brücke mit der Nachbargemeinde Hailles verbunden. Die Entfernung nach Amiens beträgt rund 13 Kilometer. Durch den Ort verläuft die Bahnstrecke von Amiens nach Montdidier mit einem Haltepunkt.
Umgeben wird Thézy-Glimont von den sechs Nachbargemeinden:
| Boves      |                                             | Gentelles                |
| Fouencamps | Kompassrose, die auf Nachbargemeinden zeigt | Berteaucourt-lès-Thennes |
|            | Hailles                                     | Thennes                  |

## Geschichte
Die Gemeinde erhielt als Auszeichnung das Croix de guerre 1914–1918.
| 1962 | 1968 | 1975 | 1982 | 1990 | 1999 | 2006 | 2013 | 2020 |
| ---- | ---- | ---- | ---- | ---- | ---- | ---- | ---- | ---- |
| 327  | 301  | 363  | 400  | 457  | 419  | 447  | 526  | 675  |

## Verwaltung
Bürgermeister (maire) ist seit 1995 Patrick Desseaux.

## Sehenswürdigkeiten
- Schloss aus dem 18. Jahrhundert

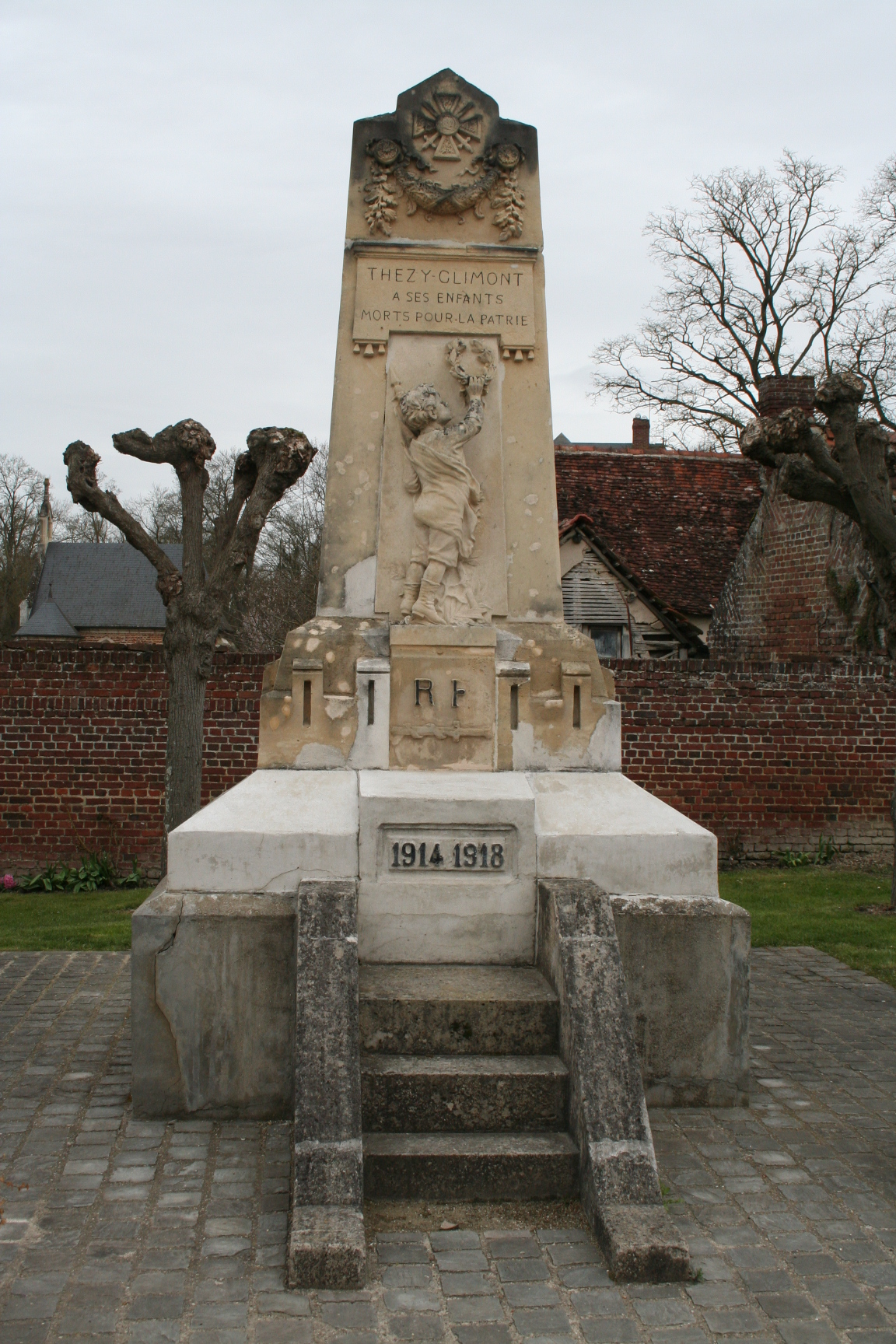
Gefallenendenkmal

- Kirche Saint-Martin aus dem Jahr 1830
- Gefallenendenkmal des Bildhauers Valentin Molliens
- Denkmal für den Erfinder Eloi Morel aus dem Jahr 1842, wieder errichtet 1950

## Persönlichkeiten
- Carlos Edmundo de Ory (1923–2010), spanischer Dichter, ist hier verstorben.
- Eloi Morel (1735–1809), französischer Schmied und Erfinder, geboren in Thézy-Glimont.